# Barsenmeister
Barsenmeister waren verantwortlich für die Schifffahrtszeichen und andere Schifffahrtsaufgaben an der deutschen Nordseeküste.

## Namensherkunft
Eine Barse war ein kleines, mastloses Lastschiff, das überwiegend für den Güterumschlag zwischen den kleinen Häfen und den auf Reede liegenden Frachtschiffen eingesetzt war. Der Besitzer einer Barse war der Barsenmeister.

## Geschichte
Vermutlich seit der Mitte des 15. Jahrhunderts wurde das Elbfahrwasser nach Hamburg mit schwimmenden Seezeichen gekennzeichnet. Die Stadt Hamburg beauftragte Barsenmeister mit der Wartung dieser Tonnen und für den Tonnenwechsel vor und nach dem Winter. Das Lager der Tonnen war das so genannte Barsenhaus. 
Später wurden auch auf anderen Flüssen Barsenmeister eingesetzt. Nach dem Erwerb des Jadegebiets 1853 richtete Preußen am 5. Februar 1855 eine Barsenmeisterei für das Jadefahrwasser ein. Ihre Aufgaben reichten über das Seezeichenwesen hinaus und betrafen Fahrwasserangelegenheiten im Allgemeinen. Deshalb wurde die Barsenmeisterei am 1. April 1862 in Seezeichen- und Lotsenamt der Jade umbenannt, und der bisherige Barsenmeister erhielt den Titel Lotsenkommandeur.
Bekannte Barsenmeister waren:
- Peter Petersen (genannt „Klappmütze“), der 1635 die Ostbake auf Neuwerk zur Orientierung beim Auslegen der Tonnen errichtete.[2]
- Johann Bosse, der 1840 eine Seekarte der Mündungen von Weser, Jade und Elbe erstellte.[3]
- Julius von Krohn (1828–1904), Barsenmeister für die Jade ab 1857; ab 1862 als Lotsenkommandeur bezeichnet.[1]

Spätestens seit dem 20. Jahrhundert wird der Begriff des Barsenmeisters nicht mehr verwendet.